# ニューヨーク ジャーナルアメリカン
ニューヨークジャーナルアメリカンは、1937年から1966年までニューヨーク市で発行された日刊紙である。このジャーナル・アメリカンは、ウィリアム・ランドルフ・ハーストが所有する、朝刊ニューヨーク・アメリカン（1901年にニューヨーク・ジャーナルから改名）と夕刊ニューヨーク・イブニング・ジャーナルが1937年に合併した新聞である。この二つの新聞は、1895年から1937年までハーストによって発行されていた。ジャーナル・アメリカンは夕方に発行されていた。

## ジャーナリズム戦争
ジョーゼフ・ピューリツァーの弟であるアルバートが1882年にニューヨークモーニングジャーナルを発行した。ジョン・R・マクリーン　(John R.McLean)は1895年にニューヨークモーニングジャーナルを一時的に買収したが、すぐにハーストに売却した。ハーストは約1年後にイブニングジャーナルを設立した。
ハーストは以前のメンターであるジョーゼフ・ピューリッツァーが経営するニューヨーク・ワールド紙とのジャーナリズム戦争に参入し、漫画家であるジョージ・マクメイナスとリチャード.F.アウトコールトを引き抜いた。1896年10月にアウトコールトはハーストのニューヨークジャーナルに移籍した。訴訟の結果、ワールド紙にホーガンズ・アレーが、ジャーナル紙にイエローキッドが連載されることになった。イエローキッドはカラー印刷された最初のコミックストリップの一つで、イエロージャーナリズムという言葉を生み出した。この言葉は扇情主義者といいかげんな記事を表現するために使われ、それに加え、新聞の値段が1セントだったということもあり、売り上げを大幅に伸ばした。多くの人が、イエロージャーナリズムの一部としてハーストが愛国心を無視し、売り上げを伸ばすために1898年の米西戦争を始めるきっかけを作ったかもしれないと考えた。

## 衰退
1950年代と1960年代のニューヨークで高い発行部数だったにもかかわらず、ジャーナルアメリカンは、広告を集めることに苦労した。ジョン・F・ケネディの暗殺、ジャック・ルビーによるリー・オズワルドの射撃、そして二人の男の葬式をはじめとした4日間に、夕刊は、特にジャーナル・アメリカンの大勢の観衆であるブルーカラーの読者の市場で、朝刊よりもはるかに多くのテレビのニュースとの競争に苦しんだ。ジャーナル・アメリカンの編集者は、どうやらブルーカラーとホワイトカラーのニューヨーク人の両方の意識の中に、心理療法とロックミュージックが入り込み始めたということに気づいたらしく、ビートルズの分析を1964年2月の第一面の記事に書くために、ジョイス・ブラザーズ博士に協力を求めた。ビートルズがバハマでヘルプ！を撮影している間、コラムニストのウィリス・バテレは1965年4月25日から28日までの連続四日間、ジャーナル・アメリカンの第一面と、ロサンゼルス・ヘラルド・エグザミナーを含む他のハースト新聞に掲載する記事のために彼らにインタビューした。
1964年の初めから1965年の終わりまで、日曜日から金曜日にかけて、出版されたドロシー・キルガレンの”Voice of Broadway”というコラムはたびたび、ローリングストーンズやアニマルズ、デイブ・クラーク・ファイブ、メアリー・ウェルス、サム・クックのような流行りの若手ロックグループやパフォーマーについての短いニュース記事を報じた。その新聞は明らかに人気の音楽や異人種間のファンの基盤における多くの1960年代半ばの変化について行っていた。そのコラムでは、市民権のデモの写真を引き伸ばし、ウォーレン委員会の報告のみならず、多くのレポーターの、ニューヨークの5つの区の増加する犯罪率の話についてのドロシー・キルガレンの懐疑的な見解を公表した。
1964年1月12日、日曜日の記事の見出しのほとんどは、アメリカの軍医総監ルーサー・テリーによるレポーターのジャック・ピカリングの言葉の中の「科学者と医者のブルーリボン委員会」という前日の声明に関連する、喫煙は危険である結論を出した話であった。
ジャーナル・アメリカンは1960年代半ばの時代の変化の動向への手ごたえから、紙面においてひそかに続いていた悩みの種を隠した。そして、それは廃刊になる後まで、多くのニューヨーク市民に知られていなかった。
広告主との問題が起こったことに加え、ジャーナル・アメリカンを廃刊へと追いやった別の主な原因は、ハースト・コーポレーションの最高経営責任者であるリチャードE.ベルリンと、二人のハーストの息子（彼らは1950年のハーストの死後、遺産相続についての問題を抱えていた）の権力闘争であった。また、ウィリアム・ランドルフ・ハーストジュニアは1991年に、ベルリンは1986年に亡くなったが、彼は1960年代半ばの初めにアルツハイマー病に苦しんでおり、そのことが原因で正当な理由なく、いくつかのハーストの新聞を廃刊させたと主張した。

## 合併
ジャーナル・アメリカンは、1966年4月に廃刊となり、正式に夕刊の歳入における相対的な衰退の犠牲者となった。同紙は、ニューヨーク・タイムズとニューヨーク・デイリーニューズが労働組合でストライキを行っていた後の1965年、工場閉鎖を決行したが、その間の翌年1966年に、夕刊の競争相手であったニューヨーク・ワールド＝テレグラム・アンド・ザ・サン、そして朝刊のニューヨーク・ヘラルド・トリビューンと合併することに同意した。その新聞の刊行者によると、統合されてできたニューヨーク・ワールド・ジャーナル・トリビューンの刊行は、新聞印刷のプレス機を操作するために必要だった熟練労働者との合意にたどり着くことが困難を極めたため、1966年の3つの新聞廃刊後数ヶ月遅れて発行されたという。それからその新聞は1966年の9月12日に刊行が開始されたが、8ヵ月後には廃刊となった。